# Куллак, Теодор
Теодор Куллак (нем. Theodor Kullak; 12 сентября 1818, Кротошин близ Познани — 1 марта 1882, Берлин) — германский пианист, композитор, музыкальный педагог и издатель. Брат Адольфа Куллака, отец Франца Куллака.

## Биография
Польского происхождения. Начал учиться музыке в Познани у Альбрехта Агте, получил покровительство Антония Генриха Радзивилла, концертировал с шести лет и к одиннадцати годам уже дал концерт для королевского двора в Берлине. Однако, перестав быть вундеркиндом, Куллак потерял высокопоставленных покровителей и в 19-летнем возрасте стал в Берлине студентом-медиком (одновременно занимаясь музыкой под руководством Вильгельма Тауберта и Зигфрида Дена). Медицина не слишком интересовала его, и в 1842 году он нашёл возможность полностью посвятить себя музыке, переехал в Вену и сделался учеником Карла Черни и Отто Николаи. Карьера Куллака вновь пошла в гору, в 1843 году он вернулся в Берлин придворным учителем фортепиано и много лет занимался музыкой с прусскими принцами и принцессами. В 1846 г. он объявлен пианистом Королевского двора.
В 1844 г. вместе с Ф. Коммером, Ф. Гейером и О. Ланге стал соучредителем Берлинского союза музыкантов (нем. Berliner Tonkünstler-Verein) и на много лет занял пост его председателя.
В 1848 вместе с Юлиусом Штерном Куллак стоит у истоков Берлинской музыкальной школы, впоследствии известной как Консерватория Штерна, однако довольно скоро расходится во взглядах со своими коллегами и в 1851 учреждает другое учебное заведение — Новую Академию музыки (нем. Neue Akademie der Tonkunst), часто именуемую просто Академией Куллака. Эта Академия была полностью сосредоточена на подготовке пианистов и вскоре стала крупнейшим частным музыкальным институтом Германии. Воспитанниками Академии и лично Куллака были многие выдающиеся пианисты того времени, в том числе Ксавер Шарвенка, Мориц Мошковский, Н. Г. Рубинштейн.
Композиторское наследие Куллака включает фортепианные концерты, сонаты, трио, романсы и транскрипции на мелодии — немецкие, испанские, русские. Ему принадлежат также этюды, пользовавшиеся широкой популярностью в пианистической педагогике второй половины XIX века, — в том числе «Школа игры октавами» (нем. Die Schule des Oktavenspiels, 1848), «Школа пальцевых упражнений» (нем. Schule der Fingerübungen), «Советы и этюды» (нем. Ratschläge und Studien) и др.